# Cicurina medina
Cicurina medina là một loài nhện trong họ Dictynidae.
Loài này thuộc chi Cicurina. Cicurina medina được Willis J. Gertsch miêu tả năm 1992.